# 湖北制药
湖北製藥有限公司（英語：Hubei Pharmaceutical Company Limited），華中藥業旗下公司，1968年由前身「湖北制药厂」成立，到了1998年，更名為「湖北中天爱百颗药业有限公司」，在2005年收購後更名，主要業務生产原料药、医药制剂。其中原料药共七大类：解热镇痛类、抗生素类、激素及避孕药类、驱虫药类、精神药类、心血管药类和食盐加碘剂。
總部位於湖北省襄樊市。

## 外部連結
- 湖北製藥有限公司 （页面存档备份，存于）